# Левієв Руслан Леонідович
Руслан Леонідович Левієв (прізвище під час народження — Карпук; нар. 22 серпня 1986, Бікін, Хабаровський край, РРФСР, СРСР) — російський програміст і опозиційний активіст, засновник групи розслідувачів Conflict Intelligence Team.

## Життєпис

### Дитинство та ранні роки
Руслан Леонідович Левієв народився 22 серпня 1986 року у військовому містечку Бікін Хабаровського краю.
До 2007 року Левієв навчався на юридичному факультеті Сургутського державного університету за спеціалізацією «Кримінальне право». Під час навчання проходив практику у Слідчому комітеті РФ, де пропрацював 2,5 року, брав участь у розслідуванні кримінальних справ, працював у цивільних судах. Пішов з 5-го курсу університету та загалом із професії, розчарувавшись у реаліях російської правової системи. У 2009 році Левієв переїхав до Москви, де почав працювати програмістом.

### Політична діяльність
З 2011 року почав цікавитися російською політикою. Невдовзі дізнався про політичну діяльність Олексія Навального, тоді ще опозиційного блогера. У тому ж році зіткнувся з масовими фальсифікаціями на виборах до Державної думи, після чого почав брати участь в акціях російської опозиції.
5 грудня був вперше затриманий поліцією під час участі в мітингу на Чистопрудному бульварі, куди прийшов після заклику Навального. Провів дві доби в ізоляторі тимчасового тримання. Суд призначив йому штраф. За словами Левієва, підставою стала вказівка в поліцейських рапортах, що він нібито вигукував гасло «Спалити всіх». Після цього затримання Левієв почав відвідувати всі опозиційні заходи, зокрема мітинги на проспекті Академіка Сахарова та на Болотній площі.
У січні 2012 року познайомився з Олексієм Навальним, який шукав програмістів для завершення роботи над сайтом моніторингу президентських виборів. Левієв зв'язався з ним, «швиденько доробив цей сайт» і почав працювати у Навального на постійній основі, перші пів року — безпосередньо в офісі Фонду боротьби з корупцією.
У 2012 році під час акції «Оккупай Абай» працював у штабі допомоги затриманим у Максима Каца, займаючись пошуком адвокатів, відстеженням місць та умов утримання затриманих, а також присутністю серед затриманих неповнолітніх.
У 2013 році на виборах мера Москви готував аналітичні довідки для штабу Навального і робив прямі трансляції, зокрема всі офіційні виходи Навального до преси в день виборів, які показував телеканал «Дождь». Після цього створив комерційну компанію Newcaster TV, яка займалася онлайн-трансляціями різних політичних акцій, зокрема Євромайдану, судових процесів над Pussy Riot та учасниками протестів на Болотній площі, а також зйомками різних презентацій та бізнес-конференцій, де, за словами Левієва, одним з основних замовників був Фонд розвитку інтернет-ініціатив. Після анексії Росією Криму та початку війни на сході України Левієв почав висвітлювати й розслідувати події в рамках цих конфліктів, а також висвітлювати участь у них російських військових.
Широку популярність Левієв отримав у період Євромайдану: він стежив за авіаційним трафіком в аеропортах Києва і першим зауважив, що наступного дня після розстрілу протестуючих снайперами 20 лютого 2014 року з аеропорту Бориспіль вилетіло набагато більше бізнес-джетів, ніж зазвичай.
У 2014 році Руслан Левієв заснував групу Conflict Intelligence Team (CIT). Вона займається розслідуванням на основі відкритих джерел обставин збройних конфліктів. Разом із Bellingcat та ІнформНапалм належить до найбільших із подібних груп, що виникли під час Російсько-української війни.
У 2022 році Левієв емігрував із Росії. За його словами, команда CIT, як і він сам, перебувають у Грузії.

## Військовий аналітик
Після анексії Криму Росією та початку війни на Донбасі Руслан Левієв розпочав розслідування участі російських військових у цих подіях за допомогою відкритих джерел. Щоб мати можливість розслідувати більшу кількість подій і уникати дублювання зусиль, він об'єднав зусилля з кількома іншими дослідниками-однодумцями і сформував групу «Війна в Україні» (WiU). У вересні 2015 року, після початку російської військової інтервенції в Сирії, WiU змінила свою назву на Conflict Intelligence Team (CIT). Розслідування CIT охоплювали й інші збройні конфлікти за участю російських збройних сил та ополченців, зокрема в Лівії та Центральноафриканській Республіці. Оскільки більшість інших членів CIT бажають залишатися анонімними, Левієв став головним публічним голосом групи.
На початку 2022 року від імені CIT Левієв багато повідомляв про підготовку військ Росії до широкомасштабного вторгнення в Україну. У березні 2022 року, після початку вторгнення, Левієв втік із Росії та оселився в Тбілісі, Грузія, звідки щодня вів на YouTube трансляції про хід війни в розмовах з Майклом Накі — незалежним журналістом, який теж покинув Росію. Левієв також часто дає інтерв'ю російським опозиційним каналам і міжнародним ЗМІ. З квітня 2024 року робить щотижневі зведення подій на фронті Російсько-української війни для Youtube-каналу Максима Каца.

## Переслідування з боку російських правоохоронних органів
У листопаді 2019 року на Левієва біля його будинку було здійснено напад. Нападник вдарив його і бризнув в обличчя зеленкою.
16 березня 2022 року стосовно Руслана Левієва порушено кримінальну справу за поширення «заздалегідь неправдивої інформації» щодо використання російських збройних сил. 18 травня Басманний районний суд Москви за зверненням Слідчого комітету Російської Федерації ухвалив заочне рішення про його арешт. 18 листопада стало відомо, що Мін'юст Росії вніс Руслана Левієва до реєстру ЗМІ-«іноагентів».